# Johann Philipp Abelin
Johann Philipp Abelin (provavelmente em Estrasburgo, entre 1584 e 1600 – Frankfurt, 12 de setembro de 1634) foi um cronista e tradutor alemão, cuja carreira transcorreu entre os séculos XVI e XVII. Nasceu, provavelmente, em Estrasburgo, e morreu entre 1634 e 1637. Escreveu numerosas histórias sob o pseudônimo de Abeleus, Philipp Arlanibäus, Johann Ludwig Gottfried e Gotofredus.

## Publicações

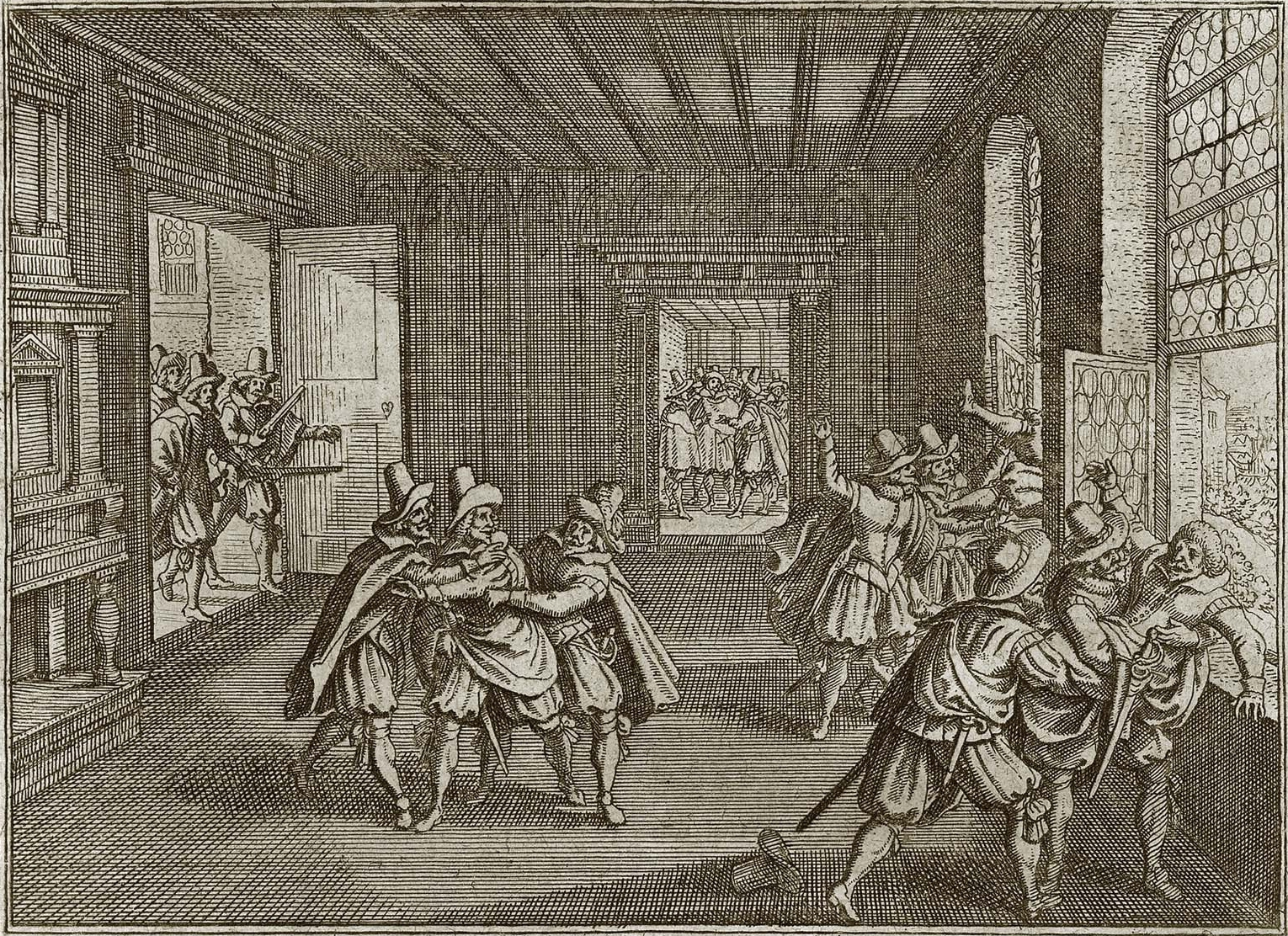
Gravura de Matthäus Merian no primeiro volume do Theatrum Europaeum (1635) de Johann Philipp Abelin para o verbete Defenestrações de Praga, 1618.

Trabalhou principalmente como tradutor para a editora de Lucas Jennis, Matthäus Merian e Levinus Hulsius, em Frankfurt. Alguns de seus trabalhos, tais como uma história das Índias Ocidentais, mostraram-se mais tarde serem simples traduções. Suas próprias obras consistiram principalmente de compilações de registros históricos.
Trabalhos próprios
Duas compilações de registros contemporâneos e cartas sobre os eventos das guerras de Gustavo II Adolfo da Suécia, sem comentários históricos adicionais:
- Arma Suecica, 1631–1634, em 12 partes, descrevendo a história das guerras
- Inventarium Sueciae, 1632

No mesmo estilo, sua obra mais conhecida, uma série de crônicas dos principais eventos da história mundial até 1619, reeditada, atualizada e republicada várias vezes, inclusive com uma tradução para o neerlandês. Sua coincidência com as necessidades e gostos da época, fez com que o trabalho se tornasse muito popular. Abelin foi responsável pelos dois primeiros volumes. A obra foi continuada por vários escritores e aumentou para vinte e um volumes (1633-1738). Porém, o principal interesse dos volumes são as belas gravuras de Matthäus Merian (1593-1650):
- Theatrum Europaeum

Trabalhos derivados
- Historia Antipodum, 1655, uma tradução de uma história das Índias Ocidentais[1]
- Archontologia Cosmicum, tradução e revisão de Monde de Pierre d’Avity.